# Nyctemerini
Nyctemerini (лат.) — триба бабочек подсемейства медведиц (Arctiinae) семейства эребид.

## Систематика
Триба Nyctemerini считается парафилетичной по отношению к трибе Callimorphini.
В неё включают следующие роды:
- Afrocoscinia Dubatolov, 2011
- Afronyctemera Dubatolov, 2006
- Agaltara Toulgoët, 1979
- Alytarchia Wallengren, 1863
- Argina Hübner, [1819]
- Caryatis Hübner, [1819]
- Chiromachla Strand, 1909
- Diota Wallengren, 1865
- Galtara Walker, [1863]
- Ischnarctia Bartel, 1903
- Karschiola Gaede, 1926
- Mangina Kaleka & Kirti, 2001
- Neuroxena Kirby, 1896
- Nyctemera Hübner, 1820
- Parachelonia Aurivillius, 1900
- Podomachla Strand, 1909
- Pseudogaltara Toulgoët, 1978
- Utetheisa Hübner, 1819
- Xylecata Swinhoe, 1904

## Распространение
Представители трибы встречаются преимущественно в Афротропике, Палеарктике и Ориентальной области. Только два вида рода Utetheisa обитают в Америке.